# حركة التعليم الكلاسيكي
حركة التعليم الكلاسيكي تتضمن عددًا متزايدًا من المنظمات التي تستمد إلهامًا متجددًا من تعليم الفنون المتحررة التقليدية والتاريخية والتي تركز على التكوين البشري والتعلم على الفنون الليبرالية (بما في ذلك العلوم الطبيعية) وكذلك شرائع الأدب الكلاسيكي والفنون الجميلة، وتاريخ الحضارة. بينما تختلف المدارس في الحركة في استخدامها لهذه الفئات، فإن الهدف العام لحركة التعليم الكلاسيكي هو تشجيع هذه المجموعة من الدراسات ضمن مئات المدارس المعاصرة المشاركة (سواء المستقلة أو العامة) وكذلك الآلاف من مجتمعات التعليم المنزلي. ألهمت هذه الحركة العديد من برامج الدراسات العليا والكليات بالإضافة إلى Principia: A Journal of Classical Education (وهي مجلة علمية تمت مراجعتها من قِبل الأقران وتنشر المقالات وأبحاث السياسات والافتتاحيات، والمراجعات المتعلقة بالتاريخ والنظرية والممارسة وطريقة التدريس لتعليم الفنون الليبرالية الكلاسيكية والمدارس والكليات والجامعات الكلاسيكية المعاصرة).
أكثر من 300 مدرسة مسيحية كلاسيكية وأكثر من 200 مدرسة كلاسيكية مستأجرة هي أعضاء في رابطة المدارس المسيحية الكلاسيكية. ما يقرب من 200 مدرسة كاثوليكية كلاسيكية هي جزء من معهد التعليم الكاثوليكي الليبرالي. يوجد في الولايات المتحدة العديد من مجتمعات التعليم المنزلي الكلاسيكية، مع أكثر من 1000 مجتمع تشكل جزءًا من المحادثات الكلاسيكية، وأكثر من 100 جزء من شبكة مجتمعات سكولي. هناك أيضًا المئات من المدارس الكلاسيكية العامة المستأجرة بما في ذلك شبكات مثل مبادرة مدرسة بارني تشارتر وأكاديميات القلوب العظيمة. يوفر مجتمع نيانسا الكلاسيكي أيضًا برامج ما بعد المدرسة.